# Magnetómetro de superficie lunar

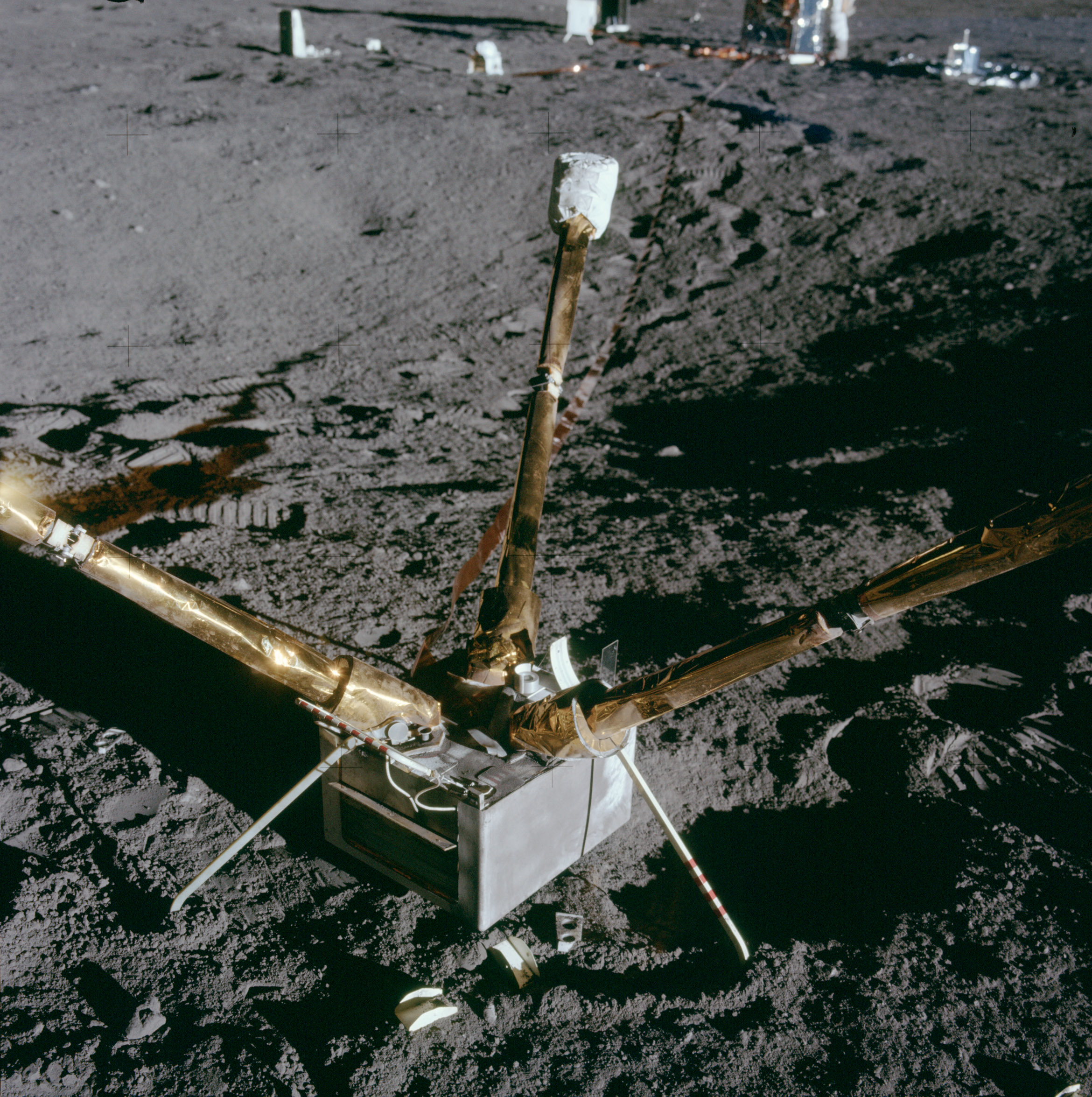
El experimento del magnetómetro de superficie lunar del Apolo 12.

El Magnetómetro de Superficie Lunar (LSM por sus siglas en inglés, Lunar Surface Magnetometer) fue un experimento científico lunar cuyo objetivo era proporcionar información sobre el interior de la Luna y cómo su campo magnético latente interactúa con el viento solar. Fue desplegado en la Luna como parte de las misiones Apolo 12, Apolo 14 y Apolo 16.

## Antecedentes
Dos satélites orbitales lunares, Luna 10 y Explorer 35, sentaron gran parte de las bases para una comprensión práctica del campo magnético lunar. Establecieron que la Luna tiene, en el mejor de los casos, poco más que un campo remanente y, en el peor, ningún campo magnético intrínseco. Los instrumentos de esas naves espaciales no eran lo suficientemente sensibles y estaban demasiado lejos de la superficie de la Luna para distinguir entre estas dos posibilidades. Además de estas dos misiones, se realizaron análisis de muestras de regolito traídas de la Luna por el Apolo 11. Este análisis estableció algunas de las propiedades magnéticas de los materiales de la superficie.

## Instrumento
Un experimento de magnetómetro lunar tenía una serie de requisitos que moldeaban sus capacidades. El instrumento debía poder funcionar durante la noche lunar, ya que se creía que sería necesaria la recopilación de datos de una rotación lunar completa. El instrumento también necesitaba poder realizar sus propias autocalibraciones con una cadencia regular para tener en cuenta amplios rangos de temperatura experimentados durante un largo período de tiempo.
Las principales mediciones magnéticas del instrumento se calcularon a partir de tres cabezales sensores del magnetómetro fluxgate de Ames, ubicados al final de tres 100 cm (39,4 plg) brazos, colocados perpendiculares entre sí. Cada sensor consta de un núcleo toroidal aplanado hecho de cinta de permalloy colocado dentro de un elemento sensor enrollado. Los sensores podrían estar controlados por motores, controlados mediante comandos enviados desde la Tierra o mediante comandos generados por el Paquete de Experimentos de la Superficie Lunar Apolo (ALSEP por sus siglas en inglés). Estos sensores estaban controlados térmicamente por termistores que controlaban el funcionamiento de los calentadores de resistencia. La alineación y la medición de la posición del instrumento fueron proporcionadas por dos características: los gravímetros a bordo que medían el ángulo de inclinación del magnetómetro y un reloj de sol o «gráfico de sombra» que permitía a los astronautas tomar una lectura azimutal. Los brazos de los sensores se plegaron para facilitar el almacenamiento y reducir la tensión durante el transporte durante el vuelo. Cuando se desplegaron, los tres sensores estaban situados 75 cm (29,5 plg) sobre el suelo en un ángulo de 35 grados desde la superficie.
Para poder medir las propiedades magnéticas de la Luna en su conjunto, la colocación del instrumento debería evitar cualquier material localizado de níquel-hierro/piedra-hierro . Si este material estuviera magnetizado o fuera capaz de producir campos de inducción localizados, esto daría como resultado lecturas incorrectas del campo magnético de toda la Luna.
El magnetómetro recibió su energía de un generador termoeléctrico de radioisótopos de 70 vatios que proporcionó energía a varios instrumentos ALSEP que permitieron que el LSM funcionara tanto de día como de noche. El instrumento consumiría una media de 3 vatios de potencia. Se dispuso de energía y conexión al transmisor de radio ALSEP a través de un 15 metros (16,4 yd) cable plano.

## Despliegue y misiones

### Apolo 12
El primer LSM fue desplegado y activado completamente en la Luna a las 14:40 UTC del 19 de noviembre de 1969 por los astronautas Charles Conrad y Alan Bean, dentro del Oceanus Procellarum. En el sistema de coordenadas selenográficas, el instrumento se ubicó en 23,35W y 2,97S. El instrumento arrojó las primeras mediciones de un campo magnético intrínseco a la Luna, en lugar del inducido por el viento solar. Los instrumentos detectaron una intensidad de campo de 32-36 nanotesla que probablemente fue producida principalmente por un cuerpo magnetizado localizado cercano, entre 200 m (218,7 yd) y 200 km (124,3 mi) del magnetómetro. Esto se debió a las limitaciones en la fuerza del dipolo magnético lunar debido a las mediciones realizadas simultáneamente por el Explorer 35, y a la exclusión de otras fuentes artificiales debido a su tamaño. El instrumento probablemente detectó un efecto de campo causado por el flujo hidromagnético del viento solar al pasar por la Luna.

### Apolo 16
Si bien el instrumento transportado por el Apolo 16 era similar al del Apolo 12, sus sensores fueron mejorados con núcleos de alta estabilidad desarrollados por el Laboratorio de Artillería Naval.